# Costin Amzăr
Costin Ionuț Amzăr (n. 11 iulie 2003, București, România) este un fotbalist român, care joacă la Al-Nasr SC în UAE Football League, împrumutat de la Dinamo București. Pe plan internațional, are prezențe la națională pentru România Sub-19 și România Sub-21.
A debutat în Liga I pentru Dinamo București într-un meci cu CS Mioveni la 16 august 2021.
A fost comparat de Gabriel Răduță, fost conducător al Academiei clubului Dinamo, cu jucătorul canadian Alphonso Davies datorită vitezei sale explozive: „El este fundaș stânga, dar la juniori îl băgam cât mai în față atunci când aveam nevoie, fiindcă urcă și are un aport ofensiv foarte bun.”

## Echipa națională
Amzăr a debutat la naționala sub-21 de ani a României în octombrie 2023, într-un meci cu Armenia.